# Johan Remen Evensen
Johan Remen Evensen (Stokmarknes, 16 de septiembre de 1985) es un deportista noruego que compitió en salto en esquí. 
Participó en los Juegos Olímpicos de Vancouver 2010, obteniendo una medalla de bronce en la prueba de trampolín grande por equipo (junto con Anders Bardal, Tom Hilde y Anders Jacobsen).
Ganó dos medallas de plata en el Campeonato Mundial de Esquí Nórdico, en los años 2009 y 2011.

## Palmarés internacional
| Juegos Olímpicos   | Juegos Olímpicos          | Juegos Olímpicos  | Juegos Olímpicos |
| Año                | Lugar                     | Medalla           | Prueba           |
| ------------------ | ------------------------- | ----------------- | ---------------- |
| 2010               | Vancouver (Canadá)        | Medalla de bronce | TG por equipos   |
| Campeonato Mundial |                           |                   |                  |
| Año                | Lugar                     | Medalla           | Prueba           |
| 2009               | Liberec (República Checa) | Medalla de plata  | TG por equipos   |
| 2011               | Oslo (Noruega)            | Medalla de plata  | TG por equipos   |